# A Saucerful of Secrets
A Saucerful of Secrets (en español: Un Platillo de Secretos) es el segundo álbum de estudio de la banda de rock Pink Floyd, lanzado en el Reino Unido el 28 de junio de 1968 por Columbia Records y en Estados Unidos el 27 de julio de 1968 por Capitol Records. Se lo considera uno de los primeros discos de rock progresivo.

## Contexto
Este es un álbum de transición, marcado por el desequilibrio mental y posterior partida de Syd Barrett y la llegada del nuevo integrante David Gilmour. Es el único disco de Pink Floyd en el que participan los cinco integrantes. Está compuesto fundamentalmente por temas sobrantes del primer álbum, complementados con otras rarezas. Barrett participó en las sesiones de grabación hasta que su estado mental no se lo permitió, dejando la banda el 6 de abril de 1968.
En el primer tema, "Let There Be More Light", se encuentra el primer solo de David Gilmour, en el que el guitarrista permite entrever el estilo que posteriormente desarrollaría y puliría en los siguientes álbumes de la banda. El segundo, "Remember a Day", compuesto y cantado por el tecladista Rick Wright, había sido grabado para The Piper At The Gates Of Dawn, pero se decidió dejarlo para un segundo álbum, ya que su estilo no coincidía con el resto de los temas. "Set The Controls For The Heart Of The Sun", el tercero, es uno de los más oscuros y pertenece al subgénero llamado rock espacial. La siguiente, "Corporal Clegg", fue criticada por su estilo similar al de Jimi Hendrix. Luego viene "A Saucerful Of Secrets", obra instrumental en la cual predominan ampliamente los teclados de Richard Wright y los efectos de sonido. Este tema es el único producido por la banda, y viene a instalar una pauta que se repetiría en los álbumes subsiguientes de Pink Floyd: el desarrollo de temas largos y elaborados y una gran parte instrumental, combinado con otras canciones de menor duración. En sexto término, aparece "See-Saw", otra contribución de Richard Wright, para culminar con "Jugband Blues", la única canción de Barrett, en la que habla entre otras cosas de sus días contados en la banda y de su deterioro mental ("gracias por dejarme claro que no estoy aquí realmente"). Esta canción se aleja del estilo tradicional de sus composiciones, al decantarse por un tono más poético y hasta triste, considerando su inminente partida de la banda. El álbum iba a incluir otra canción de Barrett, "Vegetable Man", pero podía interpretarse como una especie de descripción del estado mental de Syd, por lo tanto, debido a su crudeza, fue finalmente descartada.

## Grabación y edición
El álbum fue grabado entre enero y abril de 1968 en los Estudios Abbey Road; producido por Norman Smith. La canción "Jugband Blues", de Syd Barrett, fue grabada en octubre de 1967 en los estudio Abbey Road junto a músicos de la Banda del Ejército de Salvación, a los que se les indicó tocar "lo que quisieran". Otra canción del álbum, "Remember A Day" de Rick Wright, se grabó antes, en mayo de 1967, donde Wright grabó su voz, el Piano y el órgano Farfisa en los Estudios Abbey Road, después en octubre de ese año en los estudios De Lane Lea, en Londres se grabaron los demás instrumentos como el bajo de Roger Waters y la guitarra acústica y slide de Syd Barrett quien interpreta solos con la segunda guitarra y por último la batería fue interpretada por el productor Norman Smith quien ocupó el lugar tras los tambores, debido a que el baterista Nick Mason no fue capaz de encontrarle un base rítmica apropiada y luego de innumerables intentos, el productor realizó esa labor sin complicaciones en la canción. Smith adosó coros a la voz de Wright. El álbum alcanzó el puesto #9 en las listas de Reino Unido, mientras que no figuró en las listas de Estados Unidos. El LP se editó simultáneamente en versiones monoaural y estereofónica, en 1968. La mezcla estereofónica en disco compacto fue editada en 1986, y una edición remasterizada digitalmente, fue lanzada en 1992 como parte del box set Shine On; luego en 1994, fue editado fuera del set Shine On en Reino Unido, y en 1995 en Estados Unidos. La versión monoaural no ha sido editada oficialmente en disco compacto, aunque se consigue en ediciones RoIO (en Inglés: Recording Of Indeterminate Origin).

## Lista de canciones
| Cara A |                                             |              |                                             |          |  |
| N.º    | Título                                      | Escritor(es) | Voz principal                               | Duración |  |
| 1.     | «Let There Be More Light»                   | Roger Waters | Richard Wright, Roger Waters, David Gilmour | 5:38     |  |
| 2.     | «Remember a Day»                            | Wright       | Wright                                      | 4:33     |  |
| 3.     | «Set the Controls for the Heart of the Sun» | Waters       | Waters                                      | 5:28     |  |
| 4.     | «Corporal Clegg»                            | Waters       | Gilmour, Nick Mason, Wright                 | 4:16     |  |

| Cara B |                          |                                |                                          |          |  |
| N.º    | Título                   | Escritor(es)                   | Voz principal                            | Duración |  |
| 1.     | «A Saucerful of Secrets» | Waters, Wright, Gilmour, Mason | Instrumental, coros por Gilmour y Wright | 11:57    |  |
| 2.     | «See-Saw»                | Wright                         | Wright                                   | 4:36     |  |
| 3.     | «Jugband Blues»          | Syd Barrett                    | Barrett                                  | 3:00     |  |

## Créditos

### Músicos
Pink Floyd
- Roger Waters: bajo, percusión y voz.
- Richard Wright: órgano, piano, mellotron, vibráfono, xilófono, tin whistle y voz.
- David Gilmour: guitarras, kazoo y voz.
- Nick Mason: batería, percusión, kazoo y voz en "Corporal Clegg".
- Syd Barrett: guitarra acústica y guitarra slide en "Remember a Day", guitarra en "Set the Controls for the Heart of the Sun" y guitarras y voz en "Jugband Blues".

Otros participantes
- Norman Smith: batería y coros en "Remember a Day". Voz hablando en "Corporal Clegg"
- 7 músicos del Ejército de Salvación: Ray Bowes (corneta), Terry Camsey (corneta), Mac Carter (trombón), Les Condon (bajo eléctrico Eb), Maurice Cooper (bombardino), Ian Hankey (trombón) y George Whittingham (bajo eléctrico Eb), en "Jugband Blues".

### Producción
- Producción artística: Norman Smith.
- Arte de tapa: Hipgnosis.

Edición en disco compacto
- Remasterizado supervisado por James Guthrie.
- Remasterizado digitalmente por Doug Sax en The Mastering Lab, Los Ángeles.
- Diseño interior y fotografía adicional: Storm Thorgerson y Peter Curzon.